# Brouk v mraveništi
Brouk v mraveništi (časopisecky 1979–1980, Жук в муравейнике) je vědeckofantastický román s psychologickou detektivní zápletkou ruských sovětských spisovatelů bratrů Strugackých, odehrávající se ve Světě Poledne ve 22. století. Jde o druhý díl tzv. Kammererovy trilogie, nazývané tak podle jejího hlavního hrdiny progresora Maxima Kammerera. Prvním dílem trilogie je román Obydlený ostrov (1969, Обитаемый остров), třetím román Vlny ztišují vítr, (1985–1986, Волны гасят ветер).

## Obsah románu
Román se odehrává roku 2178 a jeho hlavními hrdiny jsou Maxim Kammerer a Rudolf Sikorski z knihy Obydlený ostrov. Sikorski zde vystupuje pod jménem Admirál a je náčelníkem organizace Komkom-2, jejímž cílem je zajistit bezpečnost lidské civilizace na Zemi.
Maxim dostává od svého nadřízeného Admirála těžký úkol vypátrat progresora Lva Abalkina, který tajně odletěl z planety Sarakš a nepřihlásil se při vstupu na Zem. Maxim se již s Abalkinem setkal, když se pod vedením Gennadije Komova snažili na Sarakši navázat kontakt s tzv. Hlaváky, tj. inteligentními psy s velkými hlavami. Při pátrání po něm narazí na to, že jeho přítelkyní z dětství je historička Maja Glumovová, účastnice projektu Archa popsaném v románu Špunt. Nyní je pracovnicí zvláštního fondu Muzea mimozemských kultur.
Maxim brzy zjistí, že Abalkin byl vypěstován z jednoho ze třinácti zárodků, které byly nalezeny v prosinci roku 2137 v tzv. sarkofágu na neznámé planetce v systému EN 9173. Sarkofág, jehož stáří bylo odhadnuto na 45 000 let, zde podle všeho zanechala záhadná supercivilizace Poutníků, která zřejmě provádí progresorství na lidstvu. Po otevření sarkofágu se začalo všech třináct zárodků rozvíjet. Další výzkum probíhal pod dohledem Gennadie Komova, který na zasedání Světové rady vyjádřil názor, že Poutnící využívají novou formu kontaktu s lidstvem – prostředníky. Když bylo rozhodnuto, že sarkofág nebude zničen, vznesl Sikorski jako náčelník Komkomu-2 na budoucí novorozence (označované pojmem „nalezenci“) z hlediska bezpečnosti Země tyto požadavky:
- Veškerá činnost spjatá s tímto případem musí být prohlášena za uzavřenou a zprávy o ní nesmějí být za žádných okolností zveřejňovány.
- Ani jeden z nalezenců se nesmí dovědět okolnosti svého zrození.
- Nalezenci musejí být ihned po svém narození rozděleni a pro budoucnost je nutno podniknout opatření, aby nejen o sobě nic nevěděli, ale ani se navzájem nesetkali.
- Všichni nalezenci musí v budoucnu dostat vzdělání pro vykonávání nějakého povolání mimo Zemi, aby už samy okolnosti jejich života a práce jim přirozeným způsobem znesnadňovaly návrat na Zemí dokonce i na krátkou dobu.

Všichni nalezenci se narodili ve stejný den a během dospívání se jim na předloktí vytvořily zvláštní značky, které odpovídaly značkám na třinácti kulatých kotoučích nejasného účelu, uložených v dlouhém hranolu z jantaritu, nalezeným rovněž v sarkofágu. Pro předměty se vžil název „detonátory“ a byly uloženy do zvláštního fondu Muzea mimozemských kultur. Když byl jeden z detonátorů mechanicky zničen, nalezenec se shodnou značkou o dva dny později zahynul.
Dva nalezenci byli experimentálně seznámeni se svým původem. Jedním z nich je progresor Korněj Jašmaa, vystupující v novele Chlapík z pekla, na kterého tato skutečnost neměla žádný vliv. Druhý po několika měsících pravděpodobně spáchal sebevraždu a po jeho smrti detonátor označený jeho značkou zmizel.
Leonid Gorbovskij přirovnal nalezence k brouku, kterého vědci umístili do mraveniště a díky jeho pozorování zaznamenávají všechny nuance mravenčí psychologie a všechny detaily jejich sociální struktury. Admirál má ale obavy, že nemusí jít o neškodného brouka, ale o „tchoře v kurníku“, o bytost, která se anatomicky ani fyziologicky od člověka neliší, navíc se od člověka neodlišuje ani psychicky, žije uprostřed lidstva a nosí v sobě neznámý, strašný program.
Admirál si myslí, že u Abalkina byl program právě spuštěn, a že se z něho stal automat Poutníků. Když se Abalkin objeví, je Admirálem i Maxem varován aby odletěl ze Země, ale on žádá, aby se mu přestali vměšovat do jeho života. Když pak chce v Muzeu získat detonátor se svou značkou, je Admirálem zastřelen.
Na základě těchto událostí vznikl později odborný termín „Sikorského syndrom“ pro označení nekontrolovatelného strachu z možných mimozemských intervenčních sil.

## Česká vydání
- Brouk v mraveništi, Lidové nakladatelství, Praha 1982, přeložil Jaroslav Piskáček, znovu Triton, Praha 2005.